# Omar El Geziry
Omar Abdulrahman Ali El Geziry (em árabe: عمر عبدالرحمن على الجزيري; Cairo, 20 de janeiro de 1985) é um pentatleta egípcio. 

## Carreira
El Geziry representou seu país nos Jogos Olímpicos de Verão de 2016, terminando na 23ª colocação.